# Carlo Maria Pintacuda
Carlo Maria Pintacuda (Florença, 18 de setembro de 1900 – Buenos Aires, 8 de março de 1971) foi um piloto italiano, mais tarde naturalizado argentino.

## Biografia
Nascido em Florença, Pintacuda foi um dos grandes pilotos da "Escola Florentina" junto com Emilio Materassi, Gastone Brilli-Peri, Clemente Biondetti e Giulio Masetti, ele venceu duas edições da famosa Mille Miglia, em 1935 e em 1937. 
Em 1936 correu no Grande Prêmio Cidade do Rio de Janeiro no Circuito da Gávea; competiu ali com sua nova Alfa Romeo de 12 cilindros (ele havia competido pouco antes no GP da Tunísia com um modelo de 8 cilindros e ficara no segundo lugar); onde protagonizou uma grande disputa com Manuel de Teffé, que acabou no terceiro lugar; ele chegou a liderar na 12ª volta, teve dois incidentes ao longo da prova e acabou parando na 20ª volta com o diferencial quebrado, vendo seu conterrâneo Vittorio Coppoli vencer. Em seguida disputou o I GP Cidade de São Paulo, onde se acidentou gravemente a piloto francesa Hellé Nice (que, ainda assim, cruzou em quarto lugar) e que foi vencida por Pintacuda com grande folga sobre o segundo colocado, seu colega da Alfa Romeo Marignoni, e o terceiro, Teffé.

Depois de se aposentar das pistas ele viveu na Argentina, onde abriu uma mercearia e veio a morrer, aos setenta anos de idade.